# Burger Queen
Singles de Placebo
Without You I'm Nothing Taste In Men
Burger Queen est une chanson du groupe de rock Placebo. C'est la douzième piste de l'album Without You I'm Nothing. Les paroles écrites en anglais par Brian Molko ont été adaptées en français par Nicholas Elliot et c'est cette version qui fut réalisée en single exclusivement en France sous le titre Burger Queen Français.
« Le Luxembourg, c'est beau de l'extérieur mais à l'intérieur, c'est de la merde. Si vous y êtes gay ou gothique, alors vous vous y sentez mal. C'est une chanson sur le fait de vivre au Luxembourg. ». Inspiré de l'adolescence difficile qu'il a vécue au Luxembourg, Brian Molko peint ici le portrait d'un marginal.

## Liste des titres du single
1. Burger Queen Français
2. Aardvark
3. Every You Every Me (Live acoustique)